# Naturschutzgebiet Eckenbach-Quellbäche

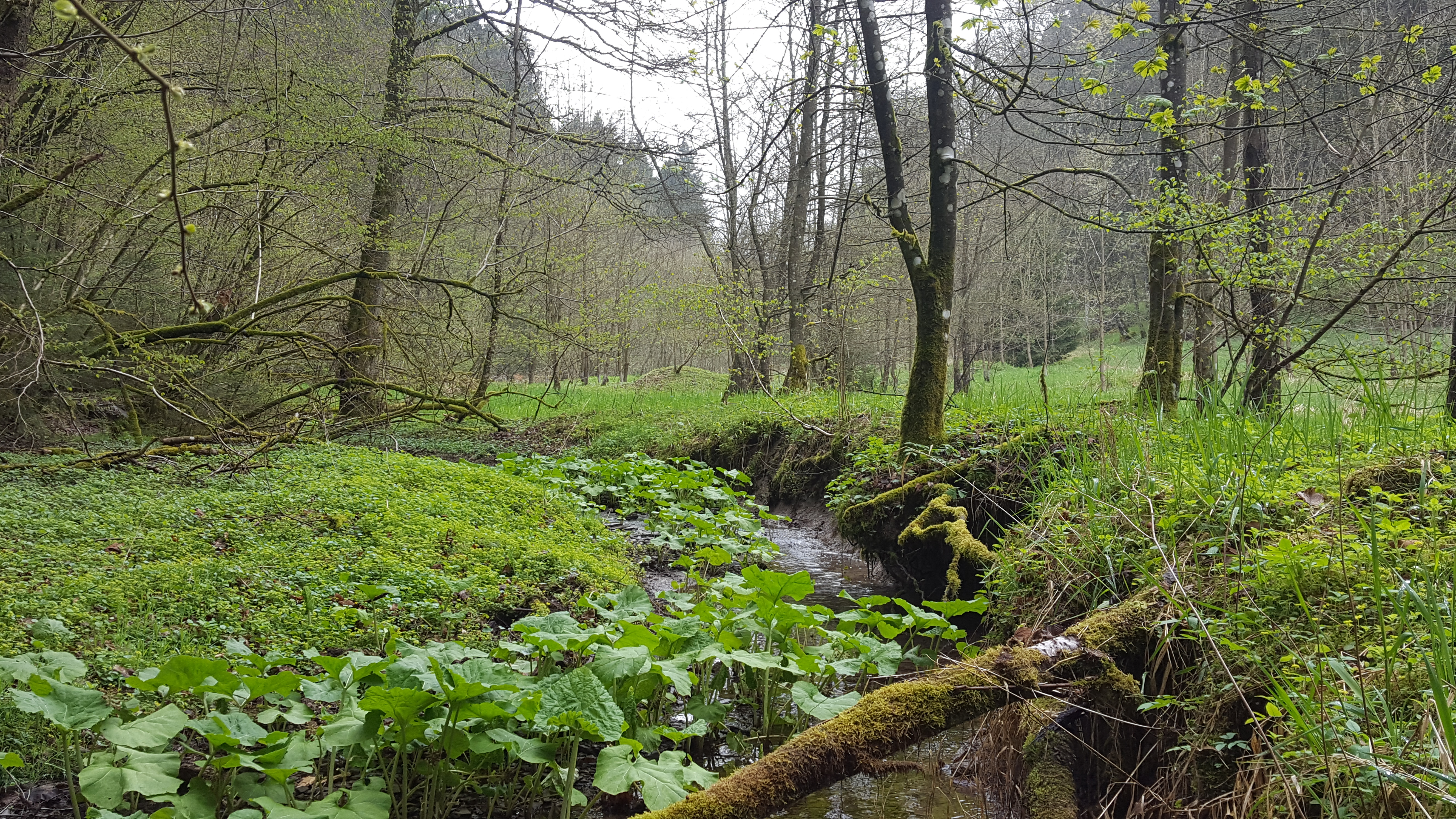
Naturschutzgebiet "Eckenbach-Quellbäche" (OE-034) bei Attendorn, Aufnahme in nördliche Richtung.

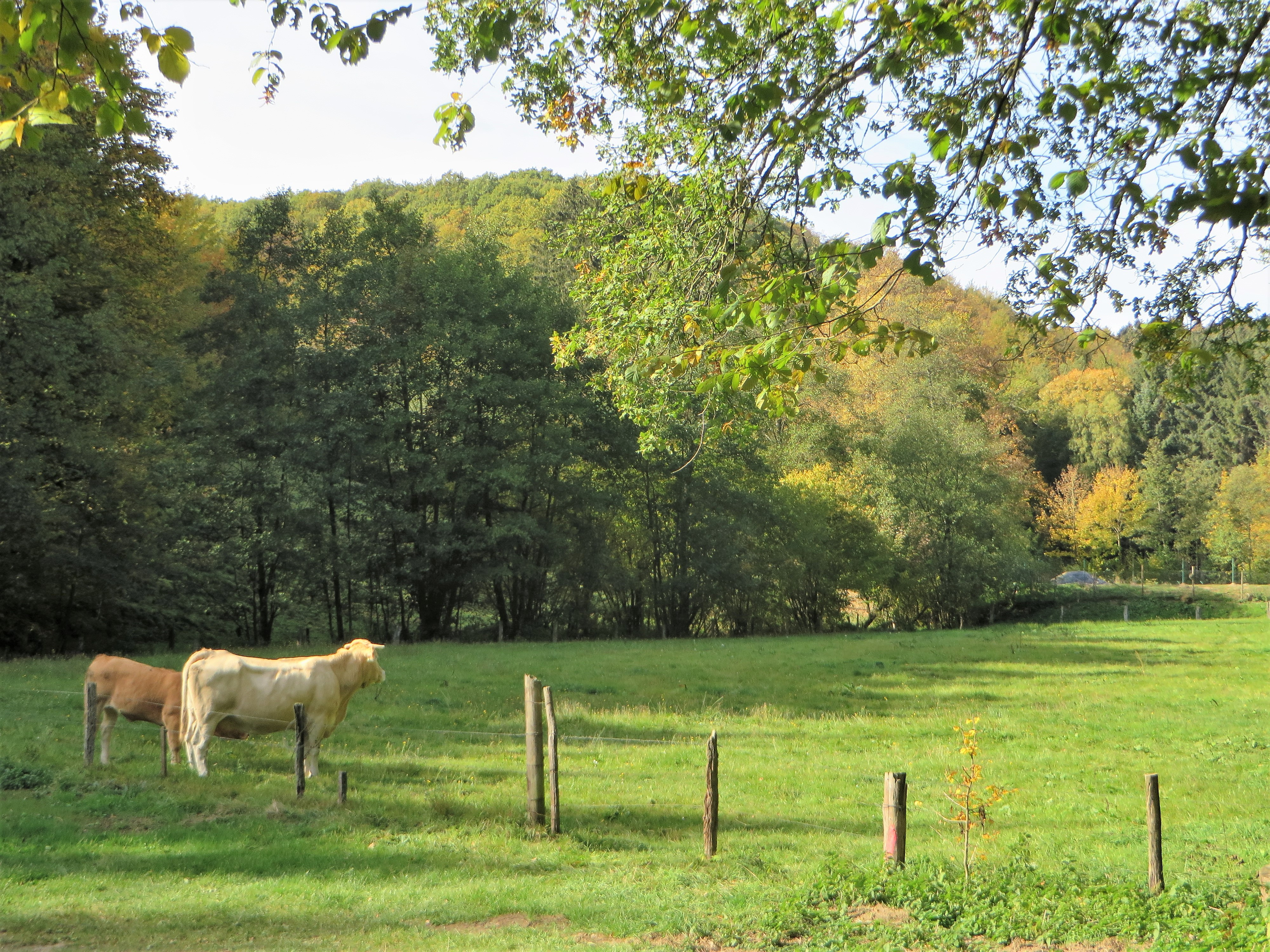
NSG-Eckenbach-Quellbäche Nähe Gutsweg nach Dahlhausen

Das Naturschutzgebiet Eckenbach-Quellbäche ist ein 20,6 ha großes Naturschutzgebiet (NSG) westlich von Attendorn im Kreis Olpe in Nordrhein-Westfalen. Es wurde 2003 im Rahmen der Aufstellung des Landschaftsplanes Attendorn-Heggen-Helden einstweilig sichergestellt und 2006 vom Kreistag mit dem Landschaftsplan Nr. 3 Attendorn-Heggen-Helden ausgewiesen.

## Gebietsbeschreibung
Bei dem NSG handelt es sich um einen Bereich des Eckenbaches mit drei Quellbächen und Auenbereichen.